# The Campfire Headphase
The Campfire Headphase (deutsch: Die Lagerfeuer-Kopfphase) ist das vierte Album des schottischen Elektroduos Boards of Canada. Es erschien im Oktober 2005 auf Warp Records.
The Campfire Headphase fokussiert sich vor allem auf stark manipulierte Klänge von Akustikgitarren und nutzt konventionellere Songstrukturen. Es dauerte drei Jahre für das Duo, das Album zu produzieren.

## Konzept
In einem Interview mit dem Magazin Remix sprach das BoC-Mitglied Michael Sandison im Dezember 2007 über das Konzept des Albums:

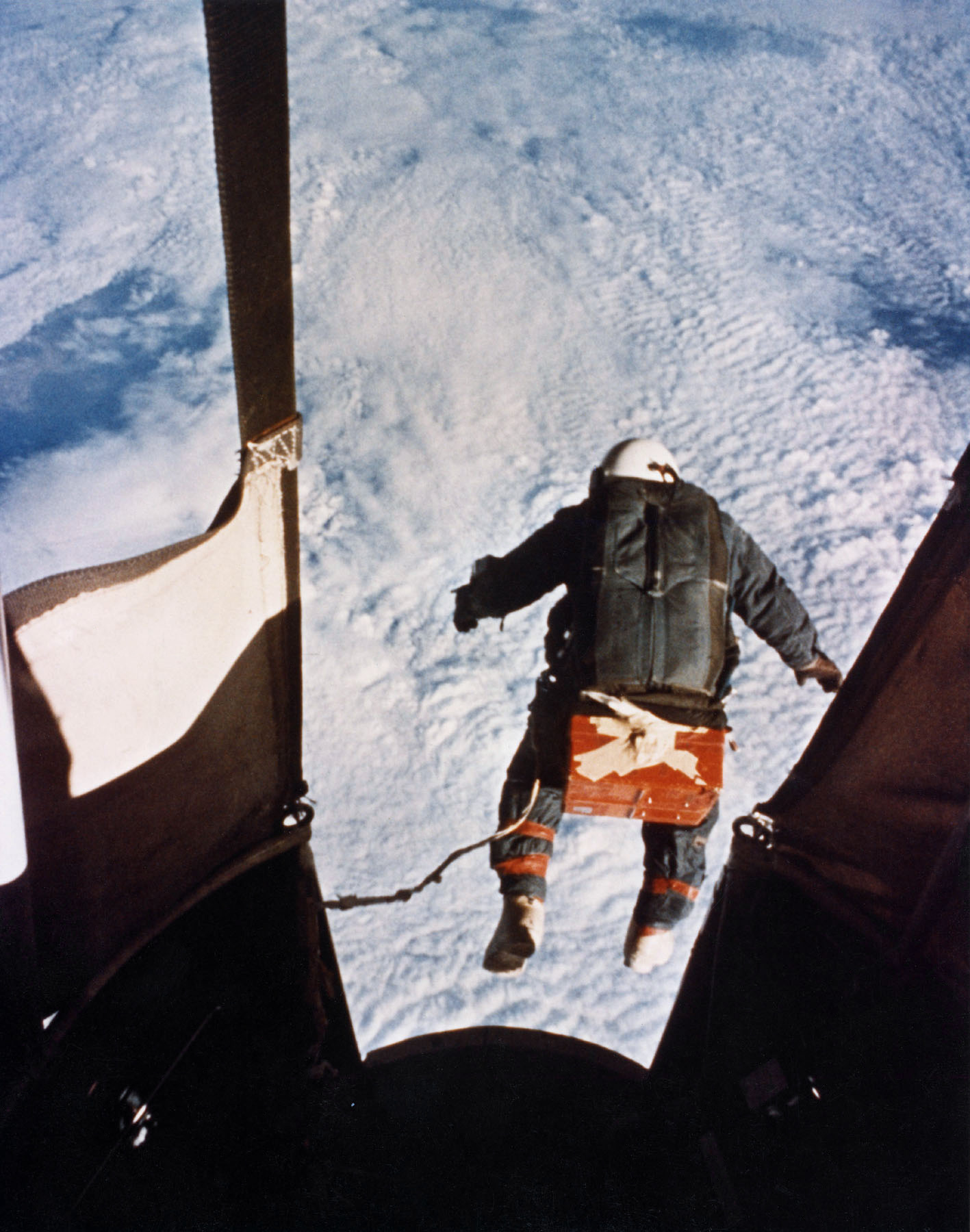
Kittinger beim Weltrekord Fallschirmsprung aus dem offenen Ballon heraus

„We usually imagine our music to have a visual element while we're writing it, so we were picturing this character losing his mind at the campfire and compressing weeks of events into a few hours, in that time-stretching way that acid fucks with your perception.“

„Wir denken uns meist, dass unsere Musik ein visuelles Element hat, während wir sie schreiben. Also wir stellen uns diesen Charakter vor, der am Lagerfeuer sitzt und seinen Verstand verliert und Wochen voller Ereignisse in ein paar Stunden komprimiert. In dieser zeitverzerrenden Art und Weise, wie Acid deine Wahrnehmung verändert.“

## Veröffentlichungen
Der Track „Oscar See through Red Eye“ wurde am 5. September 2005 von Bleep.com, einem Onlineshop von Warp Records, digital veröffentlicht. Am 4. Oktober 2005 folgte der Track „Dayvan Cowboy“ via iTunes.
Im April 2006 wurde ein Musikvideo für den Song „Dayvan Cowboy“ auf der Warp-Webseite veröffentlicht. Das Video beinhaltet Aufnahmen vom berüchtigten Weltrekord-Fallschirmsprung von Joe Kittinger, der aus 31,3 km Höhe aus einem Höhenballon sprang. Es wird von Zeitlupenaufnahmen des Surfers Laird Hamilton abgelöst. Regie bei dem Video führte Melissa Olson.

## Rezeption
Die Reaktionen auf das Album fielen gemischt aus.
Zwar vergab Pitchfork Media 7,6 von 10 Punkten an das Album. Doch andere Kritiker wussten auch Kritikpunkte. So schreibt John Bush bei allmusic anlässlich der Vergabe von 3,5 von 5 Sternen an das Album:

„The Campfire Headphase lacks the transcendent grace that made Music Has the Right to Children and even Geogaddi classics in their field. Working the same territory over and over again may have improved their touch, but it has assuredly stifled their innovative powers.“

„Es fehlt The Campfire Headphase an der transzendentalen Würde, die Music Has the Right to Children und sogar Geogaddi zu Klassikern machte. Dasselbe Gebiet wieder und wieder zu beackern, mag zwar dazu führen, dass ihre Arbeit noch besser machen, doch ihre innovative Kraft ist sicherlich erstarrter.“

Diese Kritik führte beim Guardian, der 3 von 5 Sternen vergab, zur Frage:

„Fans will be pleased that they can now have the real thing, but will they think it's been worth the wait?“

„Fans werden sich freuen, dass sie nun das echte Album haben, aber werden sie denken, dass es das ganze Warten wert war?“

## Titelliste
Alle Titel von Boards of Canada.
1. Into the Rainbow Vein – 0.44
2. Chromakey Dreamcoat – 5.47
3. Satellite Anthem Icarus – 6.04
4. Peacock Tail – 6.04
5. Dayvan Cowboy – 5.00
6. A Moment of Clarity – 0.51
7. 84 Pontiac Dream – 3.49
8. Sherbert Head – 2.41
9. Oscar See Through Red Eye – 5.08
10. Ataronchronon – 1.14
11. Hey Saturday Sun – 4.56
12. Constants Are Changing – 1.42
13. Slow This Bird Down – 6.09
14. Tears from the Compound Eye – 4.03
15. Farewell Fire – 8.26

Bonustrack der Japan-Version:
16. Macquarie Ridge – 4.57